# Wiązar (budownictwo)

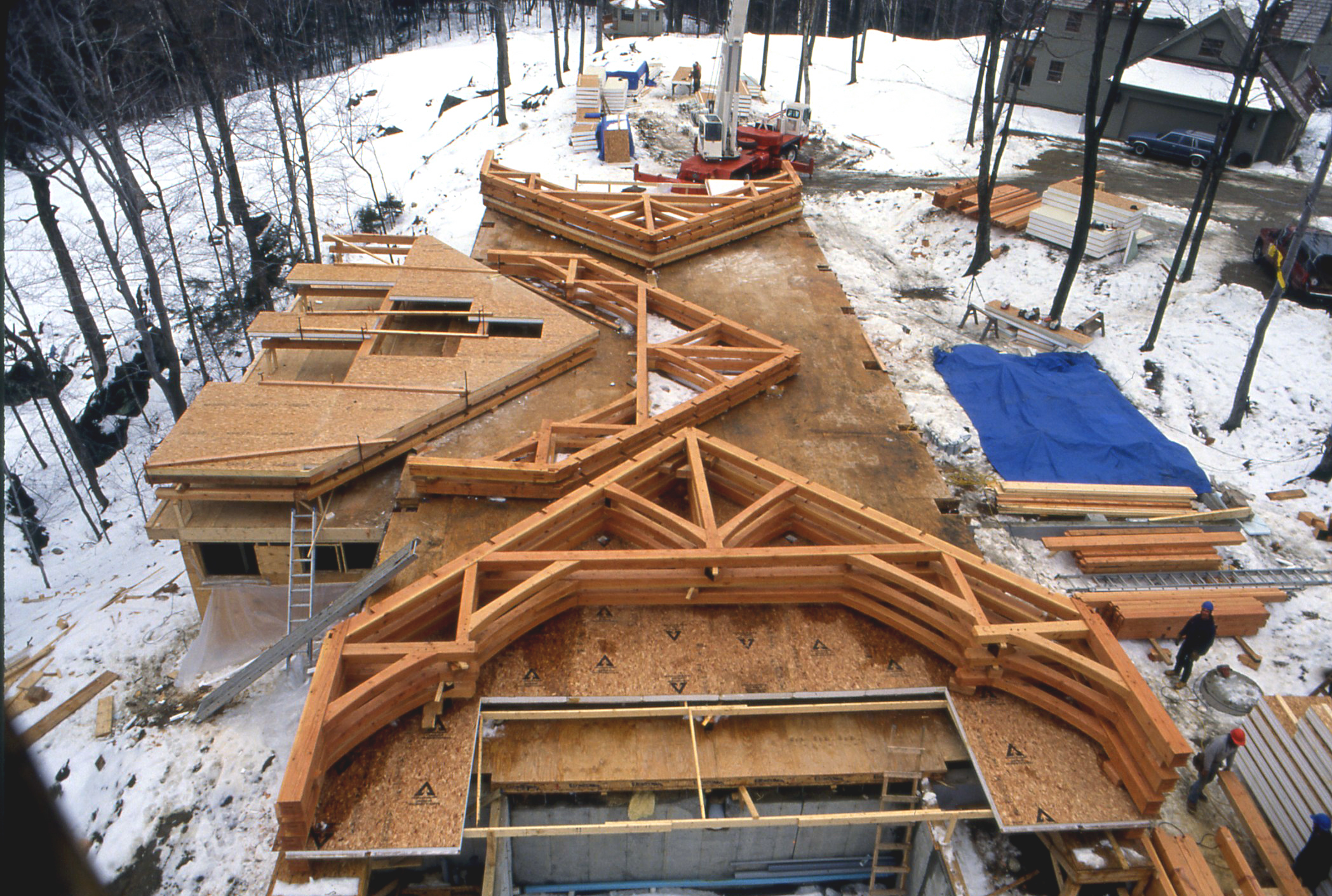
Wiązary domu prefabrykowanego przed montażem.

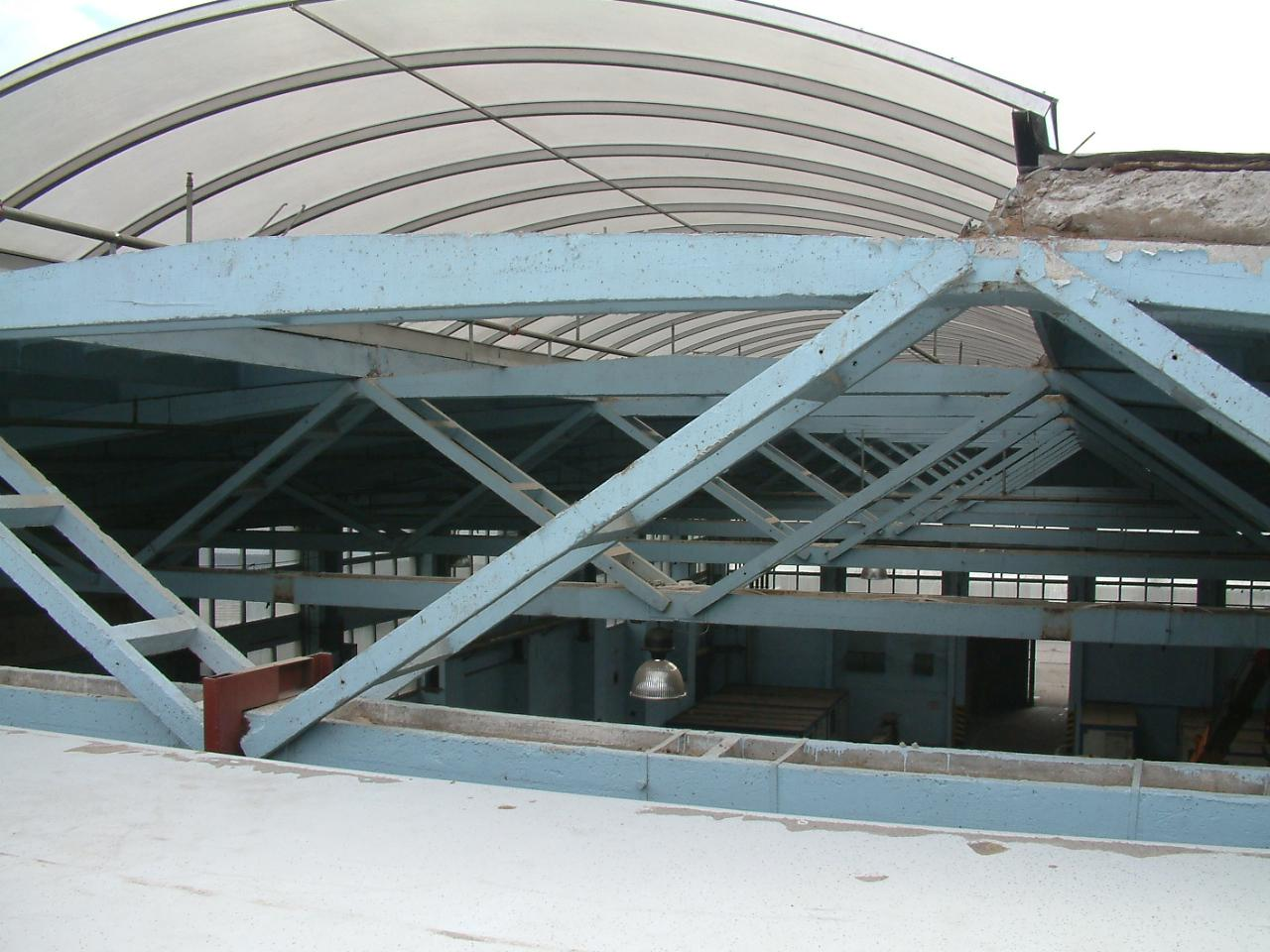
Konstrukcja dachu – kratownica żelbetowa

Wiązar (więzar) – podstawowy element nośny konstrukcji dachu (więźby dachowej) przenoszący działające nań obciążenia (ciężar własny, śnieg, wiatr) na podpory główne (ściany lub słupy).
W zależności od użytego materiału można wyróżnić:
- wiązar drewniany – w budownictwie tradycyjnym jest to para krokwi opartych na belce stropowej lub ścianie zewnętrznej budynku za pośrednictwem murłaty. W zależności od rozpiętości podpór i zastosowanego rozwiązania wiązar wzmacnia się dodatkowo drewnianymi belkami. Najczęściej stosowane są rozwiązania wiązarów ciesielskich:
  - wiązar krokwiowy,
  - wiązar jętkowy,
  - wiązar płatwiowo-kleszczowy,
  - wiązar wieszarowy,

- wiązar stalowy – kratownica lub blachownica
- wiązar żelbetowy – kratownica